# Pics Jumeaux
Les pics Jumeaux sont un sommet des Pyrénées situé sur la frontière franco-espagnole entre les Hautes-Pyrénées, en région Occitanie, et la province de Huesca dans la communauté d'Aragon, qui culmine à 2 720 ou 2 716 mètres d'altitude dans le massif de Panticosa.

## Toponymie
L'appellation des pics Jumeaux n'est due qu'à son aspect car c'est un double sommet.

## Géographie
Il est situé entre le département des Hautes-Pyrénées en vallée de Saint-Savin, dans la vallée du Marcadau sur la commune de Cauterets, et celle de Tena (Panticosa) en Espagne.

### Topographie
Il est situé à l'est du Grand pic de Péterneille, au nord-ouest de la brèche de la Badète, à l'extrémité est de la crête de Péterneille. Il surplombe les lacs du Couyèou Biel et les laquets Arrouys dans la vallée du Marcadau au nord, le cirque de Bramatuero à l'ouest et les ibóns de Bramatuero Bajo et Bramatuero Alto au sud.

### Hydrographie
Le sommet délimite la ligne de partage des eaux entre le bassin de la Garonne côté nord, qui se déverse dans l'Atlantique, et le bassin de l'Èbre, qui coule vers la Méditerranée côté sud.

## Voies d'accès
On y accède côté français au nord depuis le pont d'Espagne (1 520 m) et la vallée du Marcadau au fond de laquelle se trouve le refuge Wallon (1 865 m). De là on traverse le gave d'Arratille pour s'engager vers la brèche de la Badète.
Côté espagnol par la vallée de Panticosa via le GR 11 depuis le refuge de Bramatuero.

## Protection environnementale
Les pics sont situés dans le parc national des Pyrénées.